# 恐怖活动

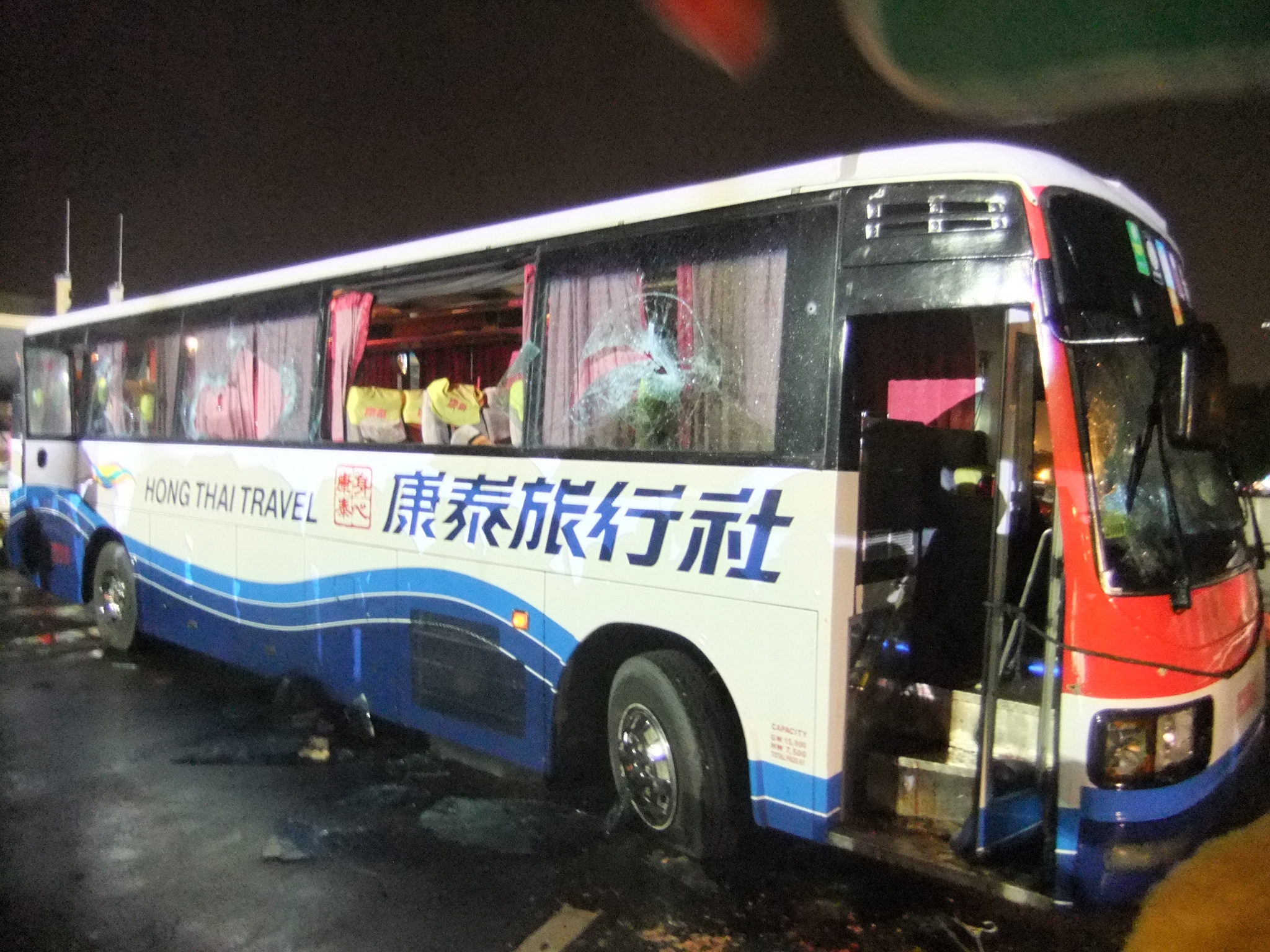
2010年基里諾大看台事件中遭挾持的康泰旅行社遊覽車

恐怖活動是指恐怖分子制造的危害社会稳定、危及平民、政府或機構的生命与财产安全的一切形式的活动，通常表现为针对平民的大規模傷害、袭击公共交通工具和绑架等形式，与恐怖活动相关的事件通常称为“恐怖事件”、“恐怖袭击”等。是一種較極端的非对称作战方式。

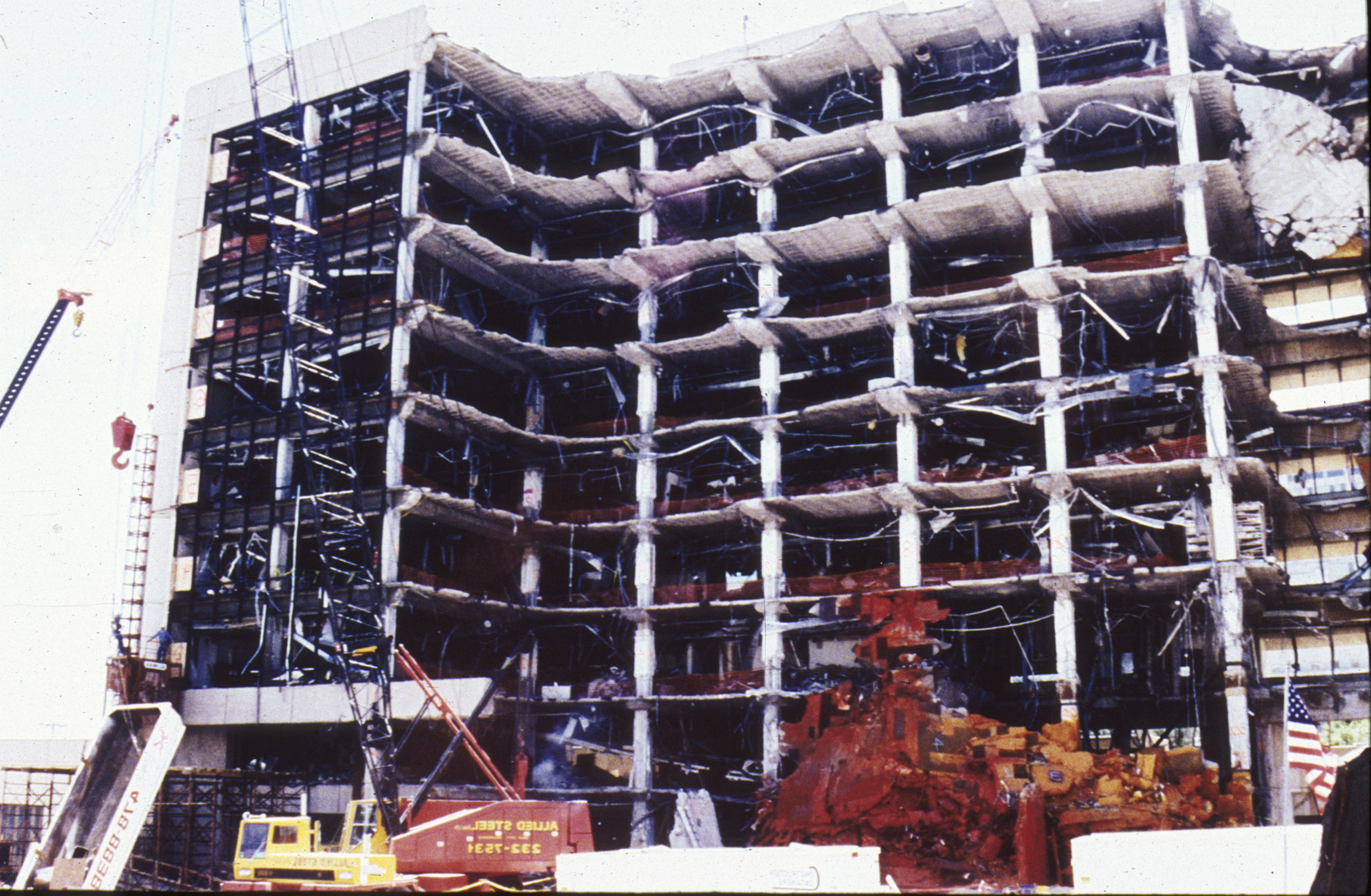
95年奧克拉荷馬市炸彈案

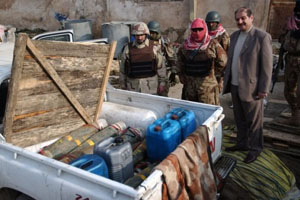
伊拉克的汽車炸彈

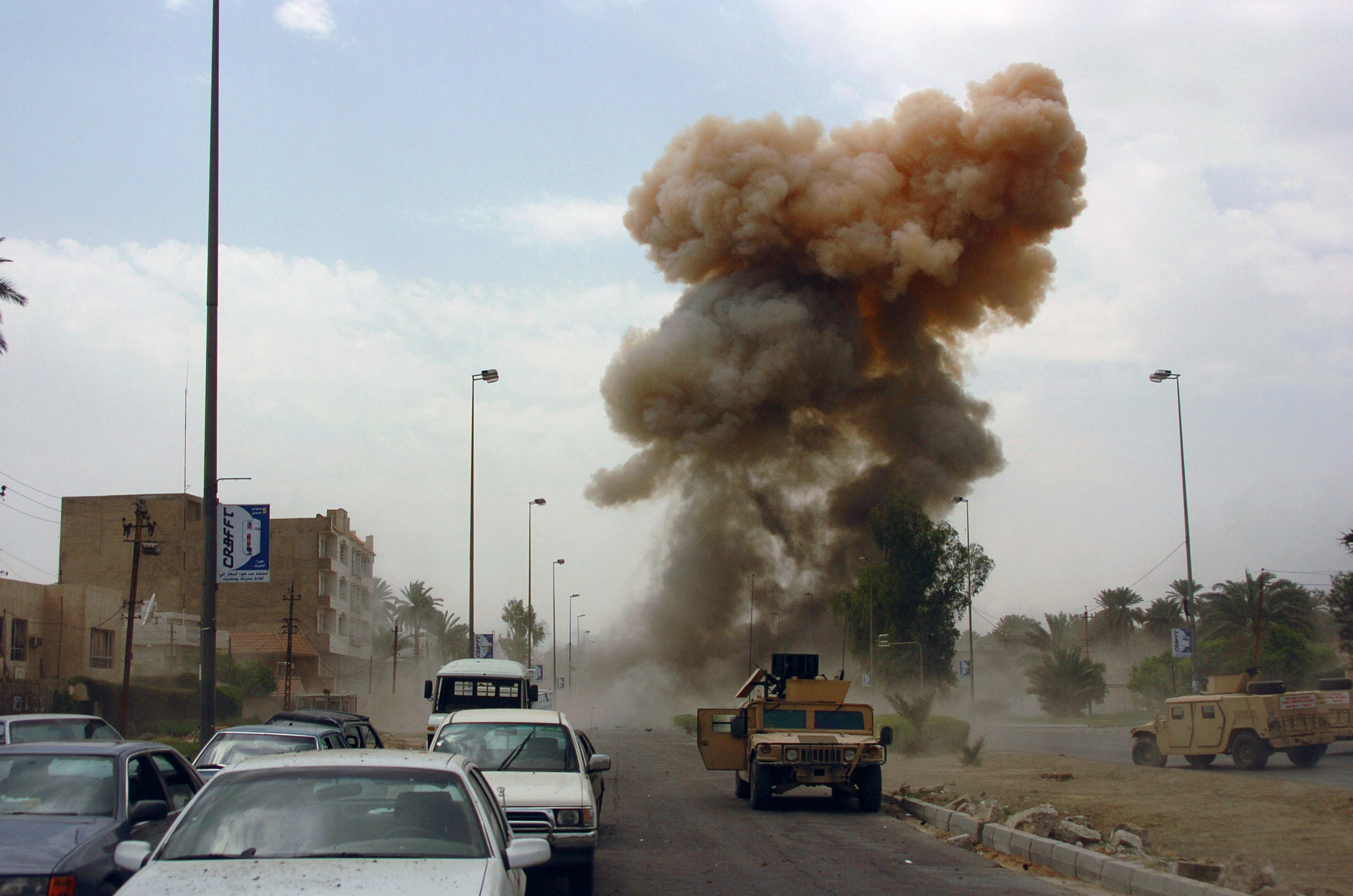
2005年伊拉克一枚IED爆炸

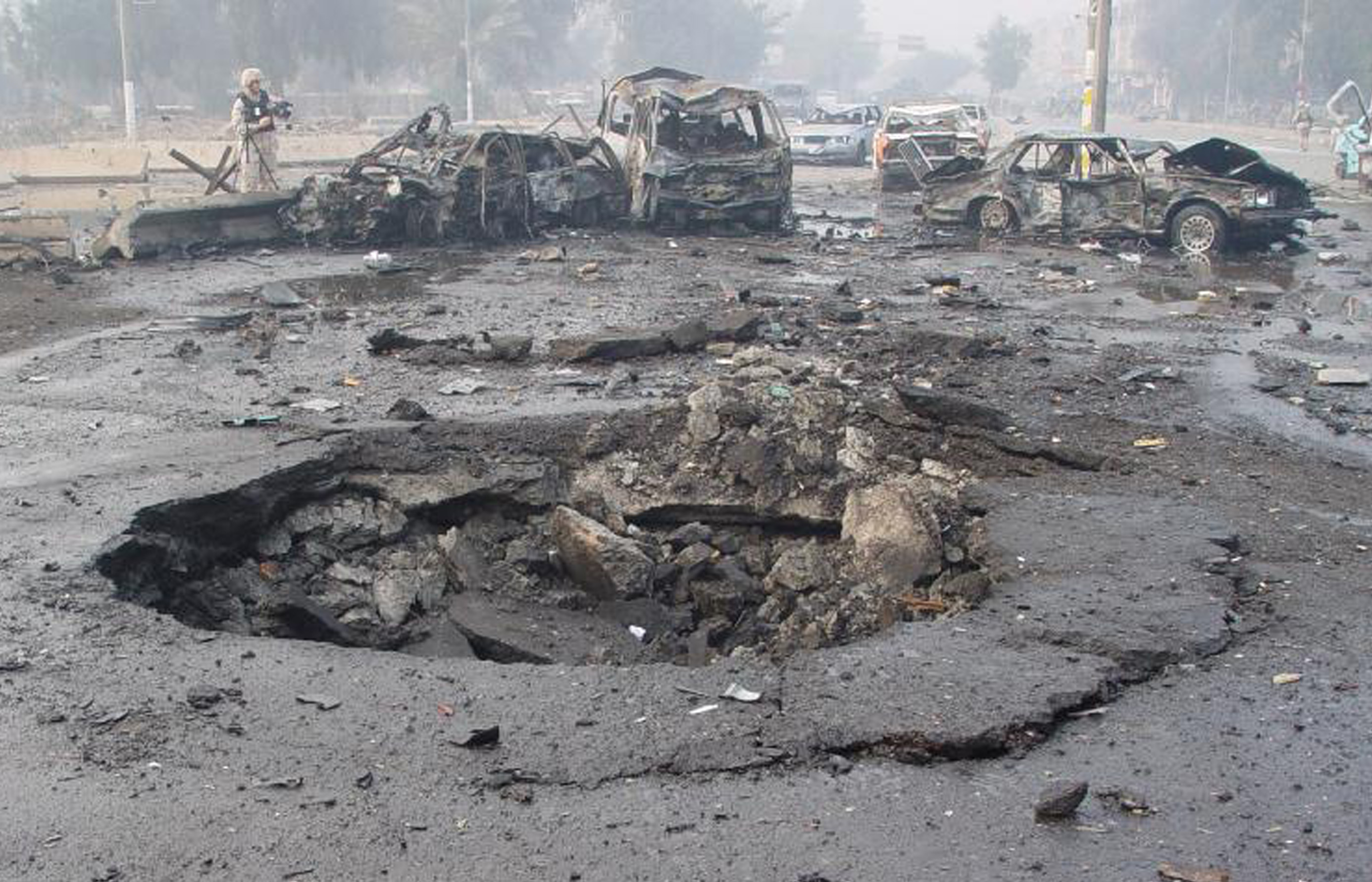
巴格達一個汽車炸彈爆炸現場

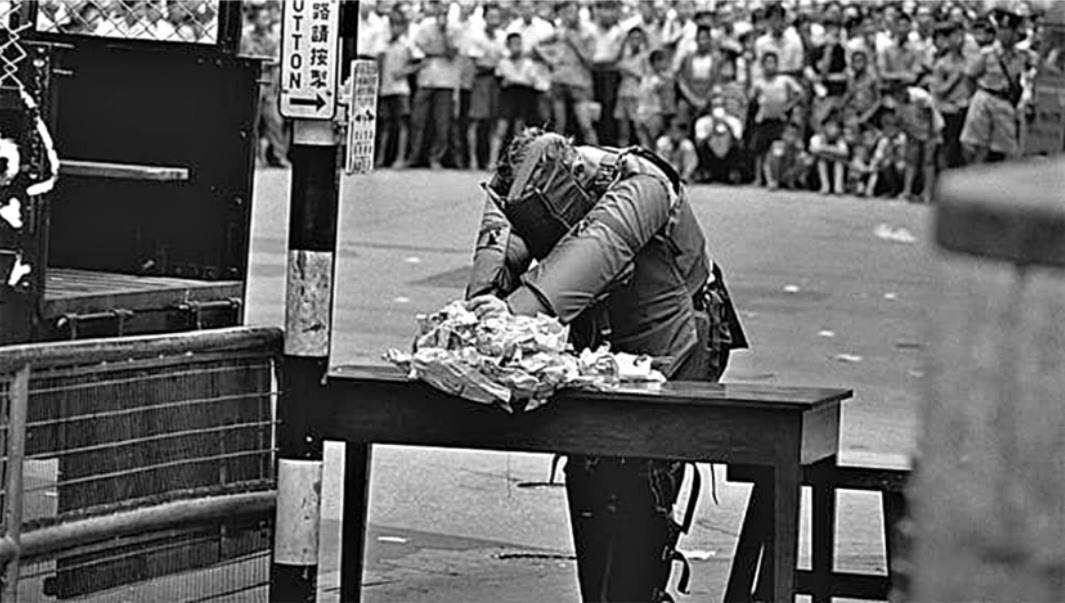
1967年香港六七暴動發生街頭炸彈襲擊浪潮，穿上防護衣的駐港英軍軍火專家正在檢視及移除爆炸品

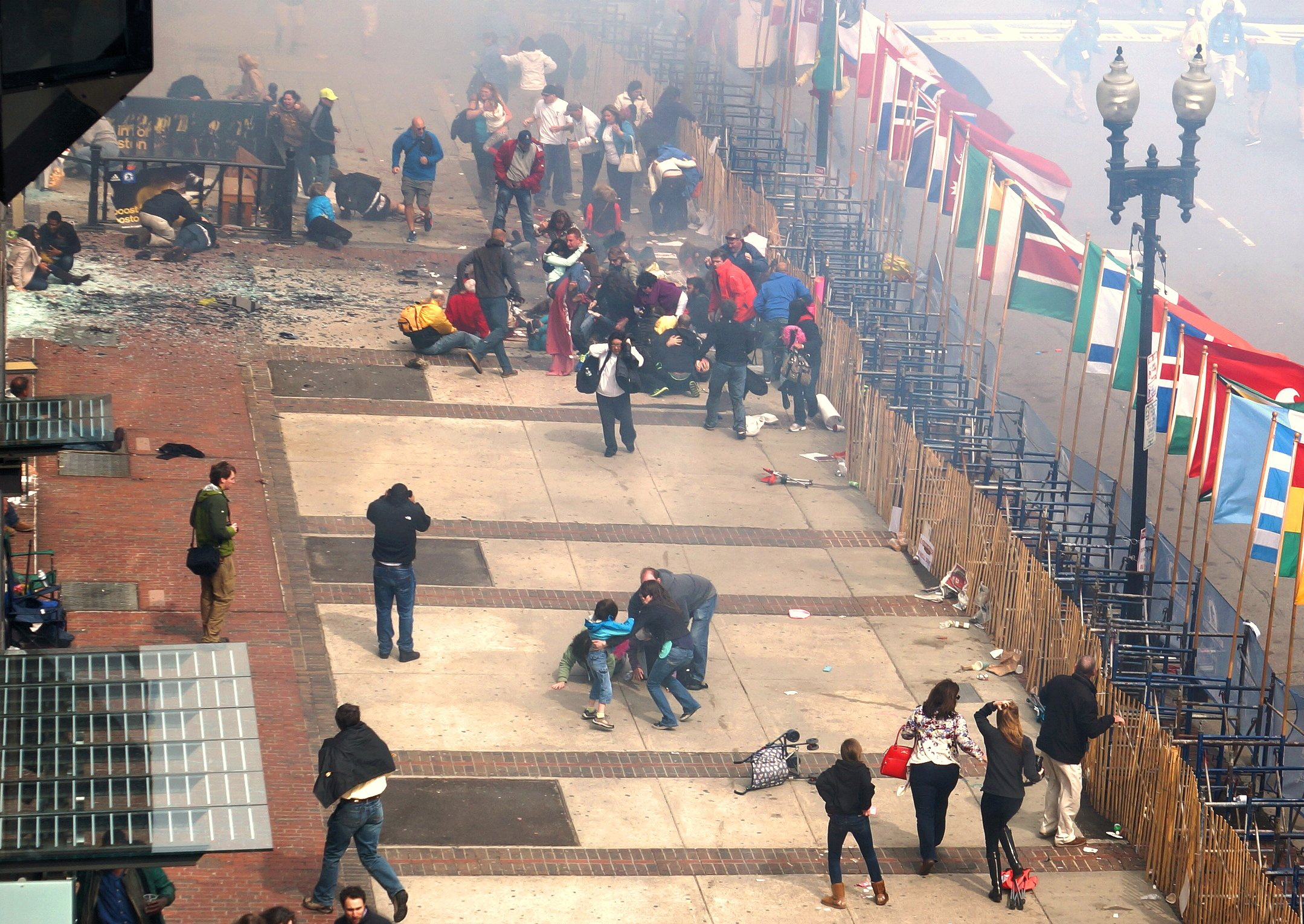
2013年波士頓馬拉松爆炸案现场混乱情况

恐怖活動主要以製造大量傷亡、破壞以及動盪社會為主要目的，以宗教或政治为主要诉求，不包含以搶奪金錢或有價財物的強盜行為，因此銀行搶案等類似案件，並非屬於恐怖活動的一種。

## 重大恐怖事件

### 1900年－2000年
- 1946年
  - 1946年7月22日：巴勒斯坦託管地大衛王酒店爆炸案
- 1967年
  - 1967年5月6日至同年12月： 英屬香港六七暴動
- 1970年
  - 1970年2月21日： 瑞士瑞士航空330號班機空難
  - 1970年3月22日： 以色列艾維威姆校車爆炸案（英语：Avivim school bus bombing）
  - 1970年3月31日： 日本淀號劫機事件
  - 1970年7月22日： 義大利焦亞陶羅大屠殺（義大利語：Strage di Gioia Tauro）
  - 1970年8月24日： 美国威斯康辛大學麥迪遜分校爆炸案（英语：Sterling Hall bombing）
  - 1970年9月6日： 约旦道森機場劫機事件
- 1971年
  - 1971年3月9日： 英國1971年蘇格蘭士兵謀殺案（英语：1971 Scottish soldiers' killings）
  - 1971年4月7日： 瑞典1971年南斯拉夫大使館人質事件（英语：1971 Yugoslav Embassy shooting）
  - 1971年11月2日： 英國紅獅酒吧爆炸案（英语：Red Lion Pub bombing）
  - 1971年11月20日： 中華民國中華航空825號班機空難
- 1972年
  - 1972年1月26日： 捷克斯洛伐克社會主義共和國南斯拉夫航空367號班機空難
  - 1972年5月30日： 以色列盧德國際機場掃射事件
  - 1972年9月5日： 西德慕尼黑慘案
- 1974年
  - 1974年8月30日： 日本三菱重工爆炸事件
- 1977年
  - 1977年1月8日： 苏联1977年莫斯科爆炸案（英语：1977 Moscow bombings）
- 1984年
  - 1984年8月29日至10月10日： 美国1984年羅傑尼希教生物恐怖攻擊
- 1985年
  - 1985年6月23日： 愛爾蘭印度航空182號班機空難、 日本印度航空301號班機爆炸案（英语：1985 Narita International Airport bombing）
- 1988年
  - 1988年12月21日： 英國洛克比空難
- 1989年
  - 1989年9月19日： 尼日尔法國聯合航空772號班機空難
- 1993年
  - 1993年2月26日： 美国1993年世界貿易中心爆炸案
- 1994年
  - 1994年6月27日： 日本松本沙林毒氣事件
- 1995年
  - 1995年3月20日： 日本東京地鐵沙林毒氣事件
  - 1995年4月19日： 美国奧克拉荷馬市爆炸案
  - 1995年6月14日至19日： 俄羅斯布瓊諾夫斯克醫院脅持事件（英语：Budyonnovsk hospital hostage crisis）
- 1996年
  - 1996年1月9日至18日： 俄羅斯基茲利亞爾脅持事件（英语：Kizlyar-Pervomayskoye hostage crisis）
  - 1996年6月15日： 英國曼徹斯特爆炸案
- 1998年
  - 1998年8月7日： 坦桑尼亚和 發生1998年美國大使館爆炸案
- 1999年
  - 1999年3月19日： 俄羅斯1999年弗拉季高加索爆炸案（英语：1999 Vladikavkaz bombing）
  - 1999年9月4日至16日： 俄羅斯莫斯科公寓樓爆炸案

### 2001年－2010年
- 2001年
  - 2001年9月11日：美国9·11事件，美国4架民航飞机遭19個恐怖分子劫持，其中两架撞击纽约世界贸易中心，两座塔楼相继倒塌，一架飞机撞击了华盛顿附近的五角大楼，另一架坠毁在賓夕法尼亞州的匹兹堡附近。共造成3000多人死亡或失踪，超過6000人受傷。
- 2002年
  - 2002年10月12日，2002年峇里島爆炸案：印度尼西亚巴厘岛发生针对外国人的系列爆炸事件，造成202人死亡，至少330人受伤。
  - 2002年10月23日，莫斯科歌劇院脅持事件：俄罗斯莫斯科发生车臣武装分子劫持人质事件，造成129人死亡。
- 2003年
  - 2003年5月12日和14日：俄罗斯车臣纳德捷列奇诺耶区政府大院和车臣古杰尔梅斯区分别发生爆炸事件，共造成70多人死亡，200余人受伤。
  - 2003年5月16日，摩洛哥经济首都卡萨布兰卡连续发生5起恐怖爆炸事件，造成41人死亡。
  - 2003年8月1日，俄罗斯北奥塞梯共和国莫兹多克市一家军队医院遭到汽车炸弹袭击，造成50多人死亡，50多人受伤。
  - 2003年8月19日，伊拉克首都巴格达发生针对联合国驻伊办事处的恐怖爆炸事件，造成24人死亡，100多人受伤。联合国伊拉克问题特别代表德梅洛在这次爆炸事件中殉职。
  - 2003年8月25日，印度最大的金融商业城市孟买发生两起炸弹爆炸事件，造成52人死亡，167人受伤。
  - 2003年8月29日，伊拉克南部伊斯兰教什叶派圣地纳杰夫阿里清真寺发生汽车炸弹爆炸，造成100多人死亡，200多人受伤。伊拉克伊斯兰教什叶派宗教领袖哈基姆在爆炸中遇难。
  - 2003年10月27日，位于伊拉克巴格达市中心的红十字国际委员会驻伊总部及市东、南、西、北四区的警察局几乎同时遭到自杀性汽车炸弹袭击，导致至少35人丧生，200余人受伤。
  - 2003年11月15日：土耳其伊斯坦布尔的两座犹太教堂遭到汽车炸弹袭击，造成25人死亡，300多人受伤。
  - 2003年11月20日：英国汇丰银行伊斯坦布尔分行和英国驻伊斯坦布尔总领事馆门前相继发生两起汽车爆炸事件，至少造成30人死亡和450多人受伤。
  - 2003年12月5日：俄罗斯南部斯塔夫罗波尔边疆区一旅客列车发生爆炸，造成至少44人死亡，200多人受伤。
- 2004年 
  - 2004年2月6日：2004年2月莫斯科地鐵爆炸案，俄罗斯莫斯科一列地铁列车在运行中发生爆炸，造成近50人死亡，130多人受伤。
  - 2004年3月2日：伊拉克巴格达和卡尔巴拉的两座什叶派穆斯林清真寺发生系列爆炸事件，造成271人死亡，约500人受伤。
  - 2004年3月11日：马德里爆炸案：西班牙首都马德里发生4列旅客列车连环爆炸事件，造成至少198人死亡，约1800人受伤。
  - 2004年5月9日，俄罗斯车臣首府格罗兹尼的狄纳莫体育场发生爆炸，造成7人死亡，53人受伤。车臣总统艾哈邁德·卡德罗夫在这次恐怖袭击中丧生。
  - 2004年中国工人阿富汗遇袭事件：2004年6月10日阿富汗当地时间凌晨，设在阿富汗北部昆都士的中铁十四局集团公司施工工地遭到20多名持枪恐怖分子袭击，11名中国工人被打死。
  - 2004年6月21日至22日：非法武装分子向俄罗斯印古什共和国的纳兹兰等多个城镇的护法机关发动袭击，造成90人死亡。印古什内务部代部长科斯托耶夫和内务部副部长哈季耶夫等高级官员在袭击中遇害。
  - 2004年8月24日：2004年俄羅斯飛機爆炸事件，俄罗斯两架民航客机从莫斯科的多莫杰多沃机场起飞后，几乎同时在图拉州和罗斯托夫州坠毁。两架客机上的89名乘客和机组人员全部遇难。
  - 2004年8月31日：2004年8月莫斯科地鐵爆炸案，莫斯科里加地铁站附近发生恐怖爆炸事件，造成10人死亡，51人受伤。
  - 2004年9月1日，别斯兰人质事件：恐怖分子占领北奥塞梯共和国别斯兰市第一中学，将1200余名参加开学典礼的学生、家长和教师劫持为人质，造成300多人死亡，其中近一半遇难者是儿童。
- 2005年
  - 2005年3月9日: 伊拉克首都巴格達遭到自殺炸彈襲擊。警方稱，至少有2人死亡、20多人受傷。一個自殺炸彈手在巴格達市中心，農業部大樓和幾家大旅館附近引爆了一輛滿載炸藥的垃圾車。
  - 2005年7月7日：倫敦七七爆炸案，英國倫敦市區在當地時間早上8時50分的繁忙時間，倫敦市區的地鐵站相繼發生爆炸案件，受襲的包括利物浦街車站、沼澤門站和艾德門東站等車站。在地鐵沿線共發現了五個炸彈。另外區內再有兩輛巴士發生爆炸，截至7月8日，至少造成90人死亡、逾1000人受傷。
  - 2005年10月1日：2005年巴厘島爆炸案，金巴蘭和庫塔廣場有三個地點同時爆炸，造成22人死亡，包括三位自殺式攻擊手。
  - 2005年11月10日：約旦首都3家豪華酒店遭自殺炸彈襲擊，23人死亡120人受傷。約旦警方稱，發生在凱悅、拉迪森和戴斯酒店的爆炸事件帶有“基地”組織的作案特征，這些歐美游客和外交官經常光顧的酒店顯然遭到自殺炸彈襲擊。
  - 2005年11月18日：巴格達東北部臨近伊朗邊境的兩座什葉派清真寺當天遭到兩起自殺式炸彈襲擊，造成至少90人死亡，75人受傷。
- 2006年
  - 2006年4月12日：巴基斯坦自殺炸彈攻擊。巴基斯坦南部大城喀拉蚩11號發生一起自殺炸彈恐怖攻擊，至少已經造成42個人不幸死亡。
  - 2006年4月25日：斯里蘭卡陸軍總部遭自殺炸彈襲擊。據報，在斯里蘭卡首都科倫坡的陸軍總部受到自殺炸彈攻擊，造成至少8人喪生。
  - 2006年10月16日：疑似「坦米爾之虎」的游擊叛軍16日在斯里兰卡東北部對海軍的車隊發動自殺炸彈攻擊，已知至少造成92名士兵死亡，另有150人受傷。
  - 2006年10月19日：摩蘇爾警察局附近當天發生一起自殺式汽車炸彈襲擊事件，造成12人死亡，25人受傷。
- 2007年
  - 2007年2月2日：伊拉克巴格達以南的什葉派城鎮希拉發生兩次自殺炸彈襲擊，造成至少58人死亡，約150人受傷。
  - 2007年2月28日：美國副總統錢尼在訪問阿富汗美軍基地時，發生一名塔利班自殺炸彈客的攻擊事件，錢尼立即被護送到防空洞。攻擊造成多達14人死亡，其中包括一名美國士兵及一名韓國士兵。塔利班叛軍表示，這次對巴格拉姆（Bagram）空軍基地的攻擊係針對錢尼而來。
  - 2007年3月25日：伊拉克西北方城鎮托爾阿發，一名自殺炸彈客在當地市集引爆炸弹，造成10人死亡、3人受傷。托爾阿發一直被美國標榜為美國軍隊與伊拉克安全部隊共同合作掃蕩暴亂分子的樣板，但是基地組織（al Qaeda）及其他激進分子卻持續在這個區域活動，而且宗派暴力衝突也始終是個問題。托爾阿發鎮長表示，這名炸彈客穿著自殺背心走到這個鄰近敘利亞邊境小鎮的市集中心引爆，其中有兩名死者是警察。
  - 2007年3月27日：斯里蘭卡反政府武裝猛虎組織發動一次自殺式炸彈襲擊，造成至少7人死亡。斯里蘭卡軍方發言人27日稱，泰米爾猛虎組織的成員發動的自殺式炸彈襲擊不僅將他自己炸死，還有2名政府軍士兵和4名平民同時喪生。另有9人受傷。
  - 2007年3月28日：阿富汗首都喀布爾的喀布爾的政府機構及商業大樓匯集地區，早上交通尖峰時刻發生自殺炸彈攻擊事件。警方表示已知五人受傷。
  - 2007年3月29日：伊拉克发生兩起炸彈攻擊事件，共造成一百多人喪生，是美軍進行大規模鎮壓暴力活動以來，死亡人數最多的一次。兩名自殺炸彈客二十九日穿著炸彈背心，走進巴格達東北部什葉派聚集的阿夏巴市場，在許多忙著採買的群眾間引爆身上的炸彈，造成122多人死亡。
  - 2007年3月31日：6名美軍士兵在巴格達西南部的幾起路邊炸彈爆炸事件中死亡。
  - 2007年4月6日：印度中部北部爆發武裝衝突12人喪生。印度中部加爾克漢德省納薩游擊隊突擊政府軍和警察局，造成兩名軍警和四名平民喪生；在此同時，西北部喀什米爾也爆發回教激進份子與安全部隊槍戰，造成激進份子四人、安全部隊兩人喪生。
  - 2007年4月7日：綜合印度電子媒體引述警方談話報導，印度南部坦米爾那都省發生一起汽車炸彈爆炸事件，至少二十人喪生、十八人受傷，其中多人傷勢嚴重。目前警方懷疑是同情斯里蘭卡坦米爾之虎游擊隊的激進份子，在運送爆炸物時不慎引爆所致。
  - 2007年4月19日：菲律賓廣播媒體引述軍方報導，南部恐怖團體阿布沙伊夫組織將先前挾持的七名人質斬首，並將首級送到政府軍軍營示威。
  - 2007年4月24日：大約兩百名武裝分子二十四日清晨攻擊衣索匹亞一座中資經營的油田，造成至少七十四人死亡，其中包括九名中國人。
  - 2007年6月30日：英國蘇格蘭發生兩人駕駛載有汽油桶及瓦斯罐的吉普車攻擊格拉斯哥國際機場，造成六人受傷，其中包括一名攻擊者。
- 2008年
  - 2008年8月4日：兩名男子駕車對正在出操的喀什市邊防支隊武警發動襲擊，共造成武警17人死亡、15人受傷。
  - 2008年11月6日： 俄羅斯2008年弗拉季高加索爆炸案（英语：2008 Vladikavkaz bombing）
  - 2008年11月26日：2008年孟買連環恐怖襲擊，印度金融中心孟買遭遇連環恐怖襲擊，造成174人，包括至少6名非印度籍公民已被證實死亡，至少327人受傷，另有11名警察殉職。除了一起汽車炸彈襲擊之外，所有的襲擊事件都發生在孟買南區。
- 2009年
  - 2009年7月5日：中国新疆乌鲁木齐发生打砸抢烧杀严重暴力犯罪事件，事件造成至少197人死亡、1721人受傷。
  - 2009年7月17日：印尼首都雅加達市內的麗思卡爾頓酒店和萬豪酒店相繼遭受炸彈襲擊，事件造成至少9人死亡、近50人受傷。
  - 2009年10月25日：伊拉克首都巴格達發生恐怖襲擊，至少115人死亡，520人受傷。
- 2010年
  - 2010年3月29日：俄羅斯莫斯科地鐵盧比揚卡站和文化公園站。兩個地鐵站的到站列車車廂先後發生爆炸，2010年莫斯科地铁连环爆炸事件造成最少40人死亡及逾百人受傷，其中88人需留院治疗。
  - 2010年8月19日：中華人民共和國新疆維吾爾自治區阿克蘇市的一名維吾爾人，在聯防巡邏隊人群中使用三輪車引爆炸彈，導致至少7人死亡，14人受傷。
  - 2010年8月23日： 菲律賓馬尼拉人質事件。
  - 2010年9月9日： 俄羅斯2010年弗拉季高加索爆炸案（英语：2010 Vladikavkaz bombing）
  - 2010年12月11日：瑞典首都斯德哥爾摩市中心的兩起炸彈襲擊事件，造成一人死亡、兩人受傷。

### 2011年－2020年

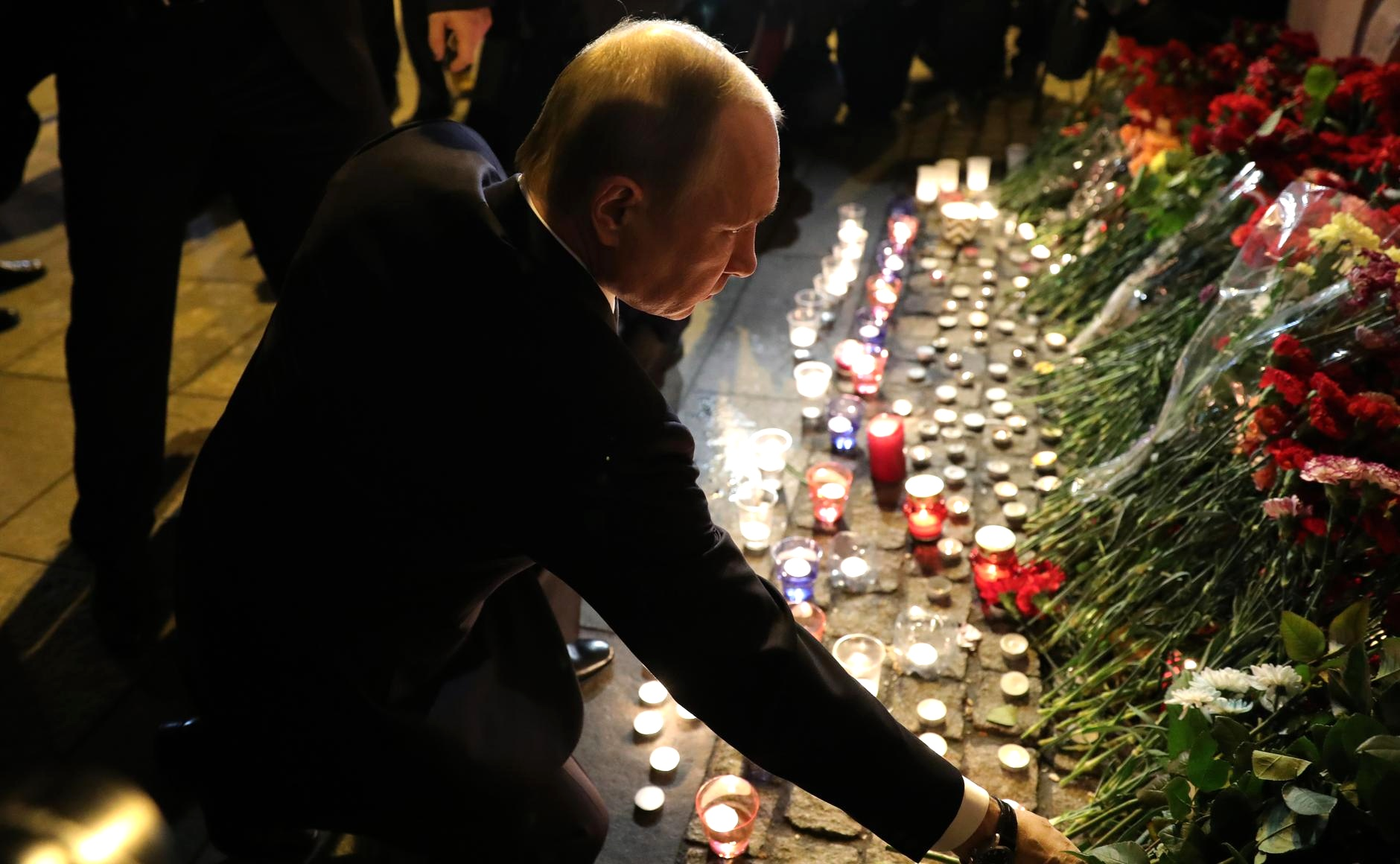
俄羅斯總統普京持花到聖彼得堡地鐵站弔唁死者。

- 2011年
  - 2011年1月24日：2011年多莫傑多沃國際機場炸彈襲擊事件
  - 2011年7月22日:2011年挪威爆炸和槍擊事件
  - 2011年12月25日：2011年12月奈及利亞爆炸事件
- 2012年
  - 2012年2月28日：2012年葉城暴力恐怖襲擊事件，恐怖分子持刀、斧瘋狂砍殺平民，當場致13人死亡。
  - 2012年7月18日：2012年布尔加斯汽车爆炸事件
  - 2012年9月11日：2012年班加西美國領事館遇襲案
- 2013年
  - 2013年4月15日： 美国2013年波士頓馬拉松爆炸案，至少造成3人死亡、141人受伤，其中一名死者是年仅八岁的男孩，而众多伤患中也包含8名幼童。
  - 2013年5月22日： 英國李·里格比謀殺案
  - 2013年9月22日： 内罗毕购物中心袭击事件
  - 2013年10月28日： 中华人民共和国北京天安門撞橋事件[1]。事件中共有5人丧生，其中三人在事发吉普车内随汽车的燃烧当场死亡，其他两名分别是来自菲律宾和广东的游客。该事件之后被中国警方称为“重大事件”[1][2]，并称其为北京地区发生的首宗“恐怖袭击事件”[3]。
  - 2013年12月29-30日： 俄羅斯2013年12月伏爾加格勒爆炸事件
- 2014年
  - 2014年3月1日： 中华人民共和国昆明火車站暴力恐怖襲擊事件[4]
  - 2014年4月14日： 奈及利亞阿布加炸彈爆炸事件
  - 2014年4月30日： 中华人民共和国烏魯木齊火車南站暴力恐怖襲擊案件
  - 2014年5月6日： 中华人民共和国廣州火車站暴力恐怖襲擊案件
  - 2014年5月21日： 中華民國台北捷運乘客遭恐怖份子鄭捷隨機突襲
  - 2014年5月22日： 中华人民共和国2014年乌鲁木齐公园北街早市暴力恐怖袭击案
  - 2014年6月10日： 伊拉克巴杜什監獄大屠殺（英语：Badush prison massacre）
  - 2014年8月4日： 以色列耶路撒冷車輛攻擊事件（英语：2014 Jerusalem tractor attack）
  - 2014年9月23日： 奮進山攻擊事件（英语：2014 Endeavour Hills stabbings）
  - 2014年10月20日： 加拿大聖讓上黎塞留攻擊事件（英语：2014 Saint-Jean-sur-Richelieu ramming attack）
  - 2014年10月22日： 加拿大渥太華連環槍擊案
  - 2014年10月22日： 以色列耶路撒冷車輛攻擊事件（英语：October 2014 Jerusalem vehicular attack）
  - 2014年10月23日： 美国皇后區斧頭攻擊案（英语：2014 Queens hatchet attack）
  - 2014年11月5日： 以色列耶路撒冷車輛攻擊事件（英语：November 2014 Jerusalem vehicular attack）
  - 2014年11月10日： 以色列中士謀殺案（英语：Killing of Sergeant Almog Shiloni）
  - 2014年11月11日： 以色列社區攻擊事件（英语：2014 Alon Shvut stabbing attack）
  - 2014年11月18日： 以色列耶路撒冷猶太教堂攻擊事件（英语：2014 Jerusalem synagogue attack）
  - 2014年11月23日： 阿富汗亞希雅赫爾自殺炸彈爆炸案（英语：2014 Yahyakhel suicide bombing）
  - 2014年12月13日： 奈及利亞甘蘇里村民綁架案（英语：2014 Gumsuri kidnappings）
  - 2014年12月15日： 雪梨人質事件
  - 2014年12月16日： 葉門拉達區爆炸案（英语：2014 Rada' bombings）
  - 2014年12月16日： 巴基斯坦白沙瓦學校襲擊事件
  - 2014年12月20日： 法國汝埃累圖爾襲警案（英语：2014 Tours police station stabbing）
  - 2014年12月21日： 法國第戎攻擊事件（英语：2014 Dijon attack）
  - 2014年12月22日： 法國南特攻擊事件（英语：2014 Nantes attack）
  - 2014年12月22日： 奈及利亞貢貝巴士站爆炸事件（英语：2014 Gombe bus station bombing）
  - 2014年12月28日： 喀麦隆喀麥隆衝突（英语：December 2014 Cameroon clashes）
- 2015年
  - 2015年1月3日： 奈及利亞巴加大屠殺
  - 2015年1月5日： 沙烏地阿拉伯阿拉伯爆炸案（英语：2015 Arar attack）
  - 2015年1月5日： 土耳其伊斯坦堡自殺式炸彈襲擊案
  - 2015年1月7日： 葉門葉門薩那恐怖襲擊事件
  - 2015年1月7日： 法國查理周刊總部槍擊案
  - 2015年1月9日： 法國文森門人質危機（英语：Porte de Vincennes siege）
  - 2015年1月13日： 乌克兰沃爾諾瓦哈巴士攻擊事件（英语：Volnovakha bus attack）
  - 2015年1月21日： 以色列特拉維夫攻擊案（英语：2015 Tel Aviv attacks）
  - 2015年1月22日： 乌克兰頓涅茨克公共汽車砲擊事件（英语：Timeline of the war in Donbass (January–March 2015)#22 January）
  - 2015年1月24日： 乌克兰馬里烏波爾火箭攻擊事件（英语：January 2015 Mariupol rocket attack）
  - 2015年1月25日： 菲律賓馬馬薩帕諾衝突
  - 2015年2月14日： 丹麦哥本哈根連環槍擊案
  - 2015年2月22日： 乌克兰卡爾可夫爆炸案
  - 2015年3月6日： 中华人民共和国2015年3月6日廣州火車站暴力襲擊事件
  - 2015年3月18日： 突尼西亞巴爾杜博物館槍擊案
  - 2015年3月20日： 葉門沙那清真寺爆炸事件
  - 2015年3月27日： 摩加迪沙酒店攻擊事件（英语：Makka al-Mukarama hotel attack）
  - 2015年4月2日： 加里薩大學屠殺案
  - 2015年4月27日： 塞族共和國茲沃爾尼克警局射擊事件（英语：Zvornik police station shooting）
  - 2015年5月3日： 美国柯蒂斯展演中心槍擊案
  - 2015年5月9日： 北馬其頓庫馬諾沃槍擊案（英语：Kumanovo clashes）
  - 2015年5月13日： 阿富汗公園宮旅館攻擊事件（英语：2015 Park Palace guesthouse attack）
  - 2015年5月25日： 突尼西亞軍事基地大規模謀殺事件（英语：2015 Tunis barracks shooting）
  - 2015年6月4日： 印度曼尼普爾伏擊事件（英语：2015 Manipur ambush）
  - 2015年6月17日： 奈及利亞孟古諾爆炸案（英语：2015 Manipur ambush）
  - 2015年6月22日： 阿富汗喀布爾議會襲擊事件（英语：2015 Kabul Parliament attack）
  - 2015年6月25日： 叙利亚艾因阿拉伯大屠殺（英语：Kobanî massacre）
  - 2015年6月26日： 法國聖屈昂坦法拉維耶恐怖攻擊事件
  - 2015年6月26日： 科威特科威特清真寺爆炸案
  - 2015年6月26日： 突尼西亞蘇塞恐怖攻擊事件
  - 2015年6月26日： 利戈之戰
  - 2015年6月29日： 以色列瑟夫特拉切爾槍擊案（英语：2015 Shvut Rachel shooting）
  - 2015年6月29日： 埃及巴拉卡特謀殺案（英语：Hisham Barakat#Assassination）
  - 2015年7月1日： 埃及西奈半島衝突（英语：July 2015 Sinai clashes）
  - 2015年7月1日： 奈及利亞庫卡瓦村大屠殺（英语：July 2015 Kukawa massacre）
  - 2015年7月16日： 美国查塔努加槍擊案
  - 2015年7月17日： 伊拉克坎巴尼薩德爆炸案
  - 2015年7月20日： 土耳其蘇魯奇爆炸案
  - 2015年7月26日： 半島皇宮酒店爆炸案（英语：Jazeera Palace Hotel bombing）
  - 2015年7月31日： 以色列杜馬村縱火案（英语：Duma arson attack）
  - 2015年8月6日： 沙烏地阿拉伯艾卜哈清真寺炸彈襲擊
  - 2015年8月7日： 阿富汗喀布爾攻擊事件（英语：August 2015 Kabul attacks）
  - 2015年8月10日： 阿富汗喀布爾自殺炸彈爆炸案（英语：10 August 2015 Kabul suicide bombing）
  - 2015年8月13日： 伊拉克巴格達汽車炸彈爆炸事件
  - 2015年8月16日： 巴基斯坦阿塔克攻擊事件（英语：2015 Attock bombing）
  - 2015年8月17日： 泰國曼谷四面佛爆炸案
  - 2015年8月21日： 法國大力士高速列車槍擊案
  - 2015年8月22日： 阿富汗喀布爾自殺炸彈爆炸案（英语：22 August 2015 Kabul suicide bombing）
  - 2015年9月20日： 奈及利亞博爾諾州炸彈襲擊
  - 2015年10月1日： 以色列美國公民謀殺案（英语：Murder of Eitam and Na'ama Henkin）
  - 2015年10月2日： 帕拉馬塔槍擊案（英语：2015 Parramatta shooting）
  - 2015年10月3日： 以色列獅門襲擊案（英语：Lions' Gate stabbings）
  - 2015年10月10日： 土耳其安卡拉爆炸案
  - 2015年10月18日： 以色列貝爾謝巴巴士站槍擊案（英语：Beersheva bus station shooting）
  - 2015年10月19日： 巴基斯坦奎達巴士爆炸事件（英语：2015 Quetta bus bombing）
  - 2015年10月22日： 瑞典特羅爾海坦校園攻擊事件
  - 2015年11月12日： 黎巴嫩貝魯特炸彈襲擊
  - 2015年11月13日： 法國巴黎襲擊事件
  - 2015年11月18日： 塞拉耶佛槍擊案
  - 2015年11月19日： 以色列特拉維夫教堂襲擊案（英语：2015 Tel Aviv synagogue stabbing）
  - 2015年11月19日： 以色列古什埃齊翁攻擊案（英语：2015 Gush Etzion Junction attack）
  - 2015年11月20日： 巴馬科麗笙酒店遇襲事件
  - 2015年11月24日： 埃及阿里什攻擊案（英语：2015 Arish attackk）
  - 2015年11月27日： 美国科羅拉多診所槍擊案（英语：Colorado Springs Planned Parenthood shooting）
  - 2015年12月2日： 美国聖貝納迪諾槍擊案
  - 2015年12月5日： 英国倫敦地下鐵攻擊事件（英语：2015 Leytonstone tube station attack）
  - 2015年12月8日： 阿富汗坎大哈國際機場自殺炸彈爆炸案（英语：2015 Kandahar Airport bombing）
  - 2015年12月11日： 阿富汗喀布爾西班牙大使館攻擊事件（英语：2015 Spanish Embassy attack in Kabul）
  - 2015年12月11日： 叙利亚泰勒塔米爾炸彈襲擊
  - 2015年12月25日： 清真寺爆炸案（英语：2015 Rajshahi mosque bombing）
  - 2015年12月30日： 叙利亚卡米什利爆炸事件（英语：2015 Qamishli bombings）
- 2016年

- - 2016年1月1日： 以色列特拉維夫槍擊案（英语：January 2016 Tel Aviv shooting）
  - 2016年1月2日： 印度帕坦科特恐怖襲擊事件（英语：2016 Pathankot attack）
  - 2016年1月7日： 利比亞茲利坦卡車爆炸事件（英语：Zliten truck bombing）
  - 2016年1月7日： 法國巴黎警局攻擊事件（英语：January 2016 Paris police station attack）
  - 2016年1月8日： 埃及洪加達攻擊事件（英语：2016 Hurghada attack）
  - 2016年1月11日： 伊拉克伊拉克連續攻擊事件
  - 2016年1月12日： 土耳其伊斯坦堡爆炸事件
  - 2016年1月13日： 巴基斯坦奎達自殺炸彈爆炸案（英语：January 2016 Quetta suicide bombing）
  - 2016年1月14日： 印度尼西亞雅加達襲擊事件
  - 2016年1月15日： 埃德阿德戰役（英语：Battle of El Adde）
  - 2016年1月15日： 布吉納法索瓦加杜古攻擊事件（英语：2016 Ouagadougou attacks）
  - 2016年1月16日： 叙利亚代爾祖爾進攻事件（英语：Deir ez-Zor offensive (January 2016)）
  - 2016年1月20日： 巴基斯坦帕夏汗大學襲擊事件
  - 2016年1月21日： 摩加迪休攻擊事件（英语：January 2016 Mogadishu attack）
  - 2016年1月27日： 伊拉克拉馬迪爆炸事件（英语：2016 Ramadi bombing）
  - 2016年1月30日： 奈及利亞達洛里攻擊事件（英语：2016 Dalori attack）
  - 2016年1月31日： 叙利亚沙亞丹澤納布攻擊事件（英语：January 2016 Sayyidah Zaynab attack）
  - 2016年2月1日： 阿富汗喀布爾爆炸事件（英语：February 2016 Kabul bombing）
  - 2016年2月2日： 達洛航空159號班機爆炸事故
  - 2016年2月8日： 伊拉克摩蘇爾大屠殺（英语：2016 Mosul massacre）
  - 2016年2月11日： 美国俄亥俄砍刀攻擊事件（英语：2016 Ohio machete attack）
  - 2016年2月17日： 土耳其安卡拉爆炸案
  - 2016年2月18日： 土耳其迪亞巴克爾爆炸案
  - 2016年2月21日： 叙利亚霍姆斯爆炸案（英语：February 2016 Homs bombings）
  - 2016年2月21日： 叙利亚薩伊達澤納布恐怖襲擊
  - 2016年2月26日： 摩加迪休攻擊事件（英语：February 2016 Mogadishu attack）
  - 2016年2月28日： 伊拉克巴格達爆炸事件（英语：February 2016 Baghdad bombings）
  - 2016年3月7日： 突尼西亞本加爾丹戰役（英语：Battle of Ben Guerdane）
  - 2016年3月8日： 以色列特拉維夫攻擊案（英语：2016 Tel Aviv stabbings）
  - 2016年3月13日： 大巴薩姆槍擊事件
  - 2016年3月13日： 土耳其安卡拉爆炸案（英语：March 2016 Ankara bombing）
  - 2016年3月16日： 巴基斯坦白沙瓦公車爆炸案（英语：2016 Peshawar bus bombing）
  - 2016年3月16日： 奈及利亞邁杜古里自殺炸彈爆炸案（英语：2016 Maiduguri suicide bombings）
  - 2016年3月19日： 土耳其伊斯坦堡爆炸案
  - 2016年3月20日： 埃及阿里什攻擊事件（英语：2016 Arish attack）
  - 2016年3月22日： 比利时布魯塞爾爆炸案
  - 2016年3月25日： 伊拉克伊斯坎德里耶炸彈襲擊
  - 2016年3月25日： 葉門亞丁汽車炸彈爆炸案（英语：2016 Aden car bombing）
  - 2016年3月27日： 巴基斯坦拉合爾炸彈襲擊
  - 2016年3月31日： 土耳其迪亞巴克爾爆炸案（英语：March 2016 Diyarbakır bombing）
  - 2016年4月18日： 以色列耶路撒冷巴士自殺炸彈爆炸案（英语：2016 Jerusalem bus bombing）
  - 2016年4月19日： 阿富汗喀布爾襲擊事件（英语：April 2016 Kabul attack）
  - 2016年4月27日： 土耳其布爾薩自殺炸彈爆炸案（英语：2016 Bursa bombing）
  - 2016年4月30日： 伊拉克巴格達自殺炸彈爆炸案（英语：April 2016 Baghdad bombing）
  - 2016年5月1日： 土耳其加吉安特爆炸案（英语：May 2016 Gaziantep bombing）
  - 2016年5月1日： 伊拉克薩瑪沃爆炸案（英语：2016 Samawa bombing）
  - 2016年5月10日： 土耳其迪亞巴克爾爆炸案（英语：May 2016 Diyarbakır bombing）
  - 2016年5月10日： 德国慕尼黑持刀攻擊案（英语：Munich knife attack）
  - 2016年5月11日： 伊拉克巴格達自殺炸彈爆炸案（英语：11 May 2016 Baghdad bombings）
  - 2016年5月12日： 叙利亚扎拉亞大屠殺（英语：Zara'a attack）
  - 2016年5月13日： 伊拉克皇家馬德里粉絲俱樂部屠殺（英语：Real Madrid fan club massacres）
  - 2016年5月15日： 伊拉克巴格達天然氣工廠攻擊事件（英语：2016 Baghdad gas plant attack）
  - 2016年5月15日： 葉門襲警自殺炸彈爆炸案（英语：May 2016 Yemen police bombings）
  - 2016年5月17日： 伊拉克巴格達自殺炸彈爆炸案（英语：May 2016 Baghdad bombings）
  - 2016年5月23日： 葉門葉門自殺炸彈爆炸案（英语：23 May 2016 Yemen bombings）
  - 2016年5月23日： 叙利亚賈柏萊和塔爾圖斯爆炸案（英语：May 2016 Jableh and Tartous bombings）
  - 2016年5月29日： 伊拉克皇家馬德里粉絲俱樂部屠殺（英语：Real Madrid fan club massacres）
  - 2016年5月31日： 阿富汗昆都士 - 塔哈爾公路人質危機（英语：Kunduz-Takhar highway hostage crisis）
  - 2016年6月1日： 摩加迪沙攻擊事件（英语：June 2016 Mogadishu attacks）
  - 2016年6月5日： 阿克托比槍擊事件（英语：2016 Aktobe shootings）
  - 2016年6月7日： 土耳其伊斯坦堡爆炸案
  - 2016年6月8日： 土耳其米迪亞特汽車炸彈爆炸案（英语：June 2016 Midyat car bombing）
  - 2016年6月8日： 以色列特拉維夫槍擊案（英语：June 2016 Tel Aviv shooting）
  - 2016年6月12日： 美国奧蘭多夜店槍擊案
  - 2016年6月13日： 法國馬尼亞維勒刺警案（英语：2016 Magnanville stabbing）
  - 2016年6月16日： 英国喬·考克斯謀殺案（英语：Murder of Jo Cox）
  - 2016年6月20日： 阿富汗喀布爾加拿大大使館襲擊案（英语：Kabul attack on Canadian Embassy guards）
  - 2016年6月25日： 摩加迪休攻擊事件（英语：February 2016 Mogadishu attack）
  - 2016年6月28日： 葉門穆卡拉攻擊事件（英语：June 2016 Mukalla attacks）
  - 2016年6月28日： 马来西亚幕維塔酒吧手榴彈襲擊事件（英语：2016 Movida Bar grenade attack）
  - 2016年6月28日： 土耳其伊斯坦堡機場恐怖襲擊
  - 2016年6月30日： 阿富汗阿富汗自殺炸彈爆炸案（英语：30 June 2016 Afghanistan bombings）
  - 2016年7月1日： 孟加拉達卡襲擊事件
  - 2016年7月3日： 伊拉克巴格達恐怖襲擊事件
  - 2016年7月4日： 沙烏地阿拉伯沙烏地阿拉伯爆炸案
  - 2016年7月7日： 中華民國臺鐵爆炸案
  - 2016年7月7日： 伊拉克穆罕默德·本·阿里·哈迪陵墓攻擊事件（英语：Muhammad ibn Ali al-Hadi Mausoleum attack）
  - 2016年7月8日： 伊拉克巴拉德神社攻擊事件（英语：2016 Balad attack）
  - 2016年7月14日： 法國尼斯襲擊事件
  - 2016年7月18日： 阿拉木圖襲擊警察事件（英语：2016 shooting of Almaty police officers）
  - 2016年7月18日： 德国維爾茨堡火車襲擊事件
  - 2016年7月19日： 南帕拉里攻擊事件（英语：2016 Nampala attack）
  - 2016年7月22日： 德国慕尼黑槍擊案
  - 2016年7月23日： 阿富汗喀布爾爆炸襲擊
  - 2016年7月24日： 德国安斯巴赫自殺炸彈爆炸案（英语：2016 Ansbach bombing）
  - 2016年7月26日： 法國諾曼地教會襲擊案（英语：2016 Normandy church attack）
  - 2016年7月27日： 叙利亚卡米什利爆炸事件（英语：July 2016 Qamishli bombings）
  - 2016年7月31日： 亞美尼亞葉里溫人質危機（英语：2016 Yerevan hostage crisis）
  - 2016年8月1日： 阿富汗喀布爾襲擊事件（英语：August 2016 Kabul attack）
  - 2016年8月5日： 印度科克拉賈爾槍擊事件（英语：2016 Kokrajhar shooting）
  - 2016年8月6日： 比利时沙勒羅瓦攻擊事件（英语：2016 Charleroi attack）
  - 2016年8月8日： 巴基斯坦奎達襲擊事件
  - 2016年8月11日： 泰國爆炸襲擊事件
  - 2016年8月14日： 刚果民主共和国貝尼大屠殺（英语：Beni massacre）
  - 2016年8月15日： 叙利亚阿特姆攻擊事件（英语：2016 Atmeh attack）
  - 2016年8月20日： 土耳其加濟安泰普爆炸案
  - 2016年8月24日： 阿富汗阿富汗美國大學攻擊事件（英语：American University of Afghanistan attack）
  - 2016年8月29日： 葉門亞丁自殺炸彈爆炸案（英语：August 2016 Aden bombing）
  - 2016年8月30日： 中國駐吉爾吉斯大使館爆炸案
  - 2016年9月2日： 菲律賓納卯市爆炸案
  - 2016年9月5日： 叙利亚敘利亞自殺炸彈爆炸案（英语：5 September 2016 Syria bombings）
  - 2016年9月5日： 阿富汗喀布爾襲擊事件（英语：September 2016 Kabul attacks）
  - 2016年9月9日： 伊拉克巴格達自殺炸彈爆炸案（英语：9 September 2016 Baghdad bombings）
  - 2016年9月16日： 巴基斯坦巴基斯坦清真寺自殺炸彈爆炸案（英语：2016 September Pakistan mosque bombing）
  - 2016年9月17日： 美国紐約及紐澤西爆炸案
  - 2016年9月18日： 印度烏里襲擊事件（英语：2016 Uri attack）
  - 2016年10月5日： 比利时布魯塞爾刺警案（英语：2016 Brussels police officers stabbing）
  - 2016年10月6日： 土耳其伊斯坦堡爆炸事件（英语：October 2016 Istanbul bombing）
  - 2016年10月9日： 以色列耶路撒冷槍擊事件（英语：2016 Jerusalem shooting attack）
  - 2016年10月9日： 土耳其謝姆丁利爆炸事件（英语：2016 Şemdinli bombing）
  - 2016年10月14日： 伊拉克摩蘇爾空襲
  - 2016年10月15日： 伊拉克巴格達襲擊事件（英语：October 2016 Baghdad attacks）
  - 2016年10月24日： 巴基斯坦奎達警察培訓學院襲擊事件
  - 2016年11月4日： 土耳其迪亞巴克爾爆炸事件（英语：November 2016 Diyarbakır bombing）
  - 2016年11月8日： 伊拉克哈馬姆阿利爾大屠殺（英语：Hamam al-Alil massacre）
  - 2016年11月10日： 阿富汗德國領事館馬扎里沙里夫襲擊事件（英语：German consulate in Mazar-i-Sharif attack）
  - 2016年11月12日： 阿富汗布拉格機場自殺炸彈爆炸案（英语：2016 Bagram Airfield bombing）
  - 2016年11月12日： 巴基斯坦胡茲達爾爆炸案（英语：2016 Khuzdar bombing）
  - 2016年11月13日： 印度尼西亞薩馬林達教堂爆炸案（英语：2016 Samarinda church bombing）
  - 2016年11月21日： 阿富汗喀布爾自殺炸彈爆炸案（英语：November 2016 Kabul suicide bombing）
  - 2016年11月22日： 以色列以色列縱火案（英语：November 2016 Israel fires）
  - 2016年11月22日： 伊拉克希拉自殺卡車爆炸案（英语：November 2016 Hillah suicide truck bombing）
  - 2016年11月26日： 摩加迪沙爆炸事件（英语：November 2016 Mogadishu car bombing）
  - 2016年11月26日： 菲律賓布提衝突事件（英语：November 2016 Butig clash）
  - 2016年11月28日： 美国俄亥俄州立大學攻擊事件（英语：2016 Ohio State University attack）
  - 2016年11月29日： 印度訥格羅達軍隊基地襲擊事件（英语：2016 Nagrota army base attack）
  - 2016年12月9日： 奈及利亞馬達加利自殺炸彈爆炸案（英语：Madagali suicide bombings）
  - 2016年12月10日： 葉門亞丁自殺炸彈爆炸案（英语：December 2016 Aden suicide bombings）
  - 2016年12月10日： 葉門伊斯坦堡爆炸案（英语：December 2016 Istanbul bombings）
  - 2016年12月11日： 摩加迪沙自殺炸彈爆炸案（英语：December 2016 Mogadishu suicide bombing）
  - 2016年12月11日： 埃及布特羅斯教堂自殺炸彈爆炸案（英语：Botroseya Church bombing）
  - 2016年12月16日： 布吉納法索納索邦攻擊事件（英语：2016 Nassoumbou attack）
  - 2016年12月17日： 土耳其開塞利爆炸案（英语：2016 Kayseri bombing）
  - 2016年12月18日： 葉門亞丁自殺炸彈爆炸案（英语：December 2016 Aden suicide bombings）
  - 2016年12月18日： 约旦卡拉克槍擊事件（英语：2016 Al-Karak attack）
  - 2016年12月19日： 瑞士蘇黎世伊斯蘭中心槍擊事件（英语：Zürich Islamic center shooting）
  - 2016年12月19日： 土耳其安德烈·卡爾洛夫遇刺案
  - 2016年12月19日： 德国柏林聖誕市場卡車衝撞事件
  - 2016年12月23日： 馬爾他泛非航空209號航班劫持事件（英语：Afriqiyah Airways Flight 209）
  - 2016年12月28日： 菲律賓希隆戈斯爆炸事件（英语：2016 Hilongos bombings）
  - 2016年12月31日： 伊拉克巴格達爆炸事件（英语：December 2016 Baghdad bombings）
- 2017年

- - 2017年1月1日： 土耳其伊斯坦堡夜店襲擊事件
  - 2017年1月2日： 伊拉克巴格達爆炸事件（英语：January 2017 Baghdad bombings）
  - 2017年1月2日： 摩加迪沙爆炸事件（英语：January 2017 Mogadishu bombings）
  - 2017年1月4日： 菲律賓基達帕萬監獄圍困事件（英语：2017 Kidapawan jail siege）
  - 2017年1月5日： 土耳其伊茲密爾法院攻擊事件（英语：2017 İzmir courthouse attack）
  - 2017年1月7日： 叙利亚阿扎茲爆炸案（英语：January 2017 Azaz bombing）
  - 2017年1月8日： 以色列耶路撒冷卡車襲擊事件
  - 2017年1月10日： 阿富汗阿富汗連續爆炸事件（英语：10 January 2017 Afghanistan bombings）
  - 2017年1月18日： 加奧爆炸案
  - 2017年1月18日： 以色列烏姆阿爾席朗攻擊事件（英语：2017 Umm al-Hiran incident）
  - 2017年1月21日： 巴基斯坦巴勒吉納爾爆炸案
  - 2017年1月27日： 庫爾比耶戰役（英语：Battle of Kulbiyow）
  - 2017年1月29日： 加拿大魁北克清真寺槍擊案（英语：Quebec City mosque shooting）
  - 2017年2月3日： 法國巴黎砍刀攻擊事件（英语：2017 Paris machete attack）
  - 2017年2月7日： 阿富汗最高法院自殺炸彈爆炸案（英语：February 2017 Afghanistan's Supreme Court in Kabul attack）
  - 2017年2月13日： 巴基斯坦拉合爾自殺炸彈爆炸案（英语：February 2017 Lahore suicide bombing）
  - 2017年2月15日： 巴基斯坦海得拉巴自殺炸彈爆炸案（英语：2017 Hayatabad suicide bombing）
  - 2017年2月16日： 巴基斯坦塞萬自殺炸彈爆炸案（英语：2017 Sehwan suicide bombing）
  - 2017年2月21日： 巴基斯坦查爾薩達自殺炸彈爆炸案（英语：2017 Charsadda suicide bombing）
  - 2017年2月22日： 美国堪薩斯州奧拉西槍擊案（英语：2017 Olathe, Kansas shooting）
  - 2017年3月7日： 印度博帕爾-烏賈旅客列車爆炸案（英语：2017 Bhopal–Ujjain Passenger train bombing）
  - 2017年3月8日： 阿富汗喀布爾攻擊事件（英语：March 2017 Kabul attack）
  - 2017年3月11日： 叙利亚第一次大馬士革爆炸事件（英语：March 2017 Damascus bombings）
  - 2017年3月15日： 叙利亚第二次大馬士革爆炸事件（英语：March 2017 Damascus bombings）
  - 2017年3月15日： 叙利亚第三次大馬士革爆炸事件（英语：March 2017 Damascus bombings）
  - 2017年3月17日： 達卡快速行動營自殺式爆炸襲擊（英语：2017 Dhaka RAB camp suicide bombing）
  - 2017年3月22日： 奈及利亞邁杜古里攻擊事件（英语：2017 Maiduguri attack）
  - 2017年3月22日： 英国西敏襲擊
  - 2017年3月23日： 比利时安特衛普攻擊事件（英语：2017 Antwerp attack）
  - 2017年3月25日： 刚果民主共和国剛果警察斬首攻擊（英语：2017 Congolese police decapitation attacks）
  - 2017年3月25日： 南蘇馬高原爆炸案（英语：2017 South Surma Upazila bombings）
  - 2017年3月31日： 巴基斯坦帕拉奇納自殺炸彈爆炸案（英语：March 2017 Parachinar suicide bombing）
  - 2017年4月3日： 俄羅斯聖彼得堡地鐵爆炸案
  - 2017年4月4日： 伊拉克提克里特襲擊事件（英语：2017 Tikrit attacks）
  - 2017年4月5日： 巴基斯坦第二次拉合爾自殺炸彈爆炸案（英语：April 2017 Lahore suicide bombing）
  - 2017年4月7日： 瑞典斯德哥爾摩襲擊
  - 2017年4月9日： 埃及基督教堂爆炸事件
  - 2017年5月22日： 英国2017年曼徹斯特競技場爆炸
  - 2017年8月17日:  西班牙2017年巴塞罗那恐袭事件
  - 2017年12月28日： 阿富汗喀布爾自殺炸彈攻擊（英语：December 28th 2017 Kabul attack）
  - 2017年12月29日： 埃及開羅科普特基督徒社區槍擊
- 2019年
  - 2019年3月15日： 新西兰基督城清真寺槍擊案
  - 2019年4月21日： 斯里蘭卡斯里蘭卡連環爆炸案[5]
  - 2019年8月17日： 阿富汗2019年8月17日喀布爾爆炸襲擊
- 2020年
  - 2020年1月18日： 阿夫哥耶爆炸案
  - 2020年2月2日： 英国斯特里薩姆恐攻事件
  - 2020年6月20日： 英国雷丁市持刀袭击事件
  - 2020年6月29日： 巴基斯坦證券交易所襲擊事件
  - 2020年8月24日： 菲律賓2020年霍洛炸彈襲擊
  - 2020年10月16日： 法國萨米埃尔·帕蒂谋杀案
  - 2020年10月29日： 法國尼斯持刀襲擊案
  - 2020年11月2日： 阿富汗2020年喀布爾大學襲擊事件
  - 2020年11月2日： 奥地利2020年維也納襲擊事件
  - 2020年12月11日： 奈及利亞尼日利亞坎卡拉綁架案

### 2021年至今
- 2021年
  - 2021年1月21日 ： 伊拉克巴格達爆炸案
  - 2021年5月8日： 阿富汗喀布爾爆炸案
  - 2021年4月21日： 巴基斯坦奎达塞雷纳酒店爆炸案
  - 2021年8月26日： 阿富汗喀布爾機場襲擊事件
  - 2021年10月8日： 阿富汗昆都士清真寺爆炸案
  - 2021年10月15日： 阿富汗坎大哈清真寺爆炸案
  - 2021年10月20日： 叙利亚大馬士革巴士爆炸案
  - 2021年11月21日： 以色列耶路撒冷舊城區槍擊案
- 2022年
  - 2022年9月5日： 阿富汗俄罗斯驻阿富汗大使馆爆炸案
- 2023年
  - 2023年10月7日： 以色列阿克萨洪水行动
- 2024年
  - 2024年3月22日: 俄羅斯番紅花城市大廳襲擊
  - 2024年5月21日: 中華民國2024年台中捷運隨機傷人事件